# Nová Sídla
Nová Sídla é uma comuna checa localizada na região de Pardubice, distrito de Svitavy.